# 武左铁路
武左铁路是山西省及长治市两级地方政府按照80%、20%比例投资建设的运煤支线地方铁路。西起太焦铁路上的武乡东站，东至阳涉铁路上的左权站。全长84公里，设车站9座。设计能力近期600万吨，远期900万吨。由山西能源交通投资有限公司所属的山西地方铁路集团有限责任公司的控股子公司山西武沁鐵路有限公司负责运营。
武左铁路由武墨铁路（武乡东站－墨镫站，长59公里）与墨左铁路（墨镫站－左权站，长25.67公里）两段组成。

## 历史
武墨铁路在1987年9月正式开工建设，武乡-北社段于1993年6月建成，交付运营。北社-柳沟段1998年12月实现简易开通运营。柳沟－墨镫段已经经过验收，具备临时运营的条件。墨镫至左权的墨左铁路全长25.67公里，其中隧道长5.8公里，于2003年10月1日开工，2005年年底建成。